# Mödlingi járás
A Mödlingi járás Ausztriában, Alsó-Ausztria tartományban található. Mödlingi járás Bécs, Bruck an der Leitha-i, Badeni és Sankt Pölten-Land járásokkal határos. Lakosainak száma 118 998 fő (2019. január 1.).

## A járáshoz tartozó települések
- Achau
- Biedermannsdorf
- Breitenfurt bei Wien
- Brunn am Gebirge
- Gaaden
- Gießhübl
- Gumpoldskirchen
- Guntramsdorf
- Hennersdorf
- Hinterbrühl
- Kaltenleutgeben
- Laab im Walde
- Laxenburg
- Maria Enzersdorf
- Mödling
- Münchendorf
- Perchtoldsdorf
- Vösendorf
- Wiener Neudorf
- Wienerwald